# Ausstellung

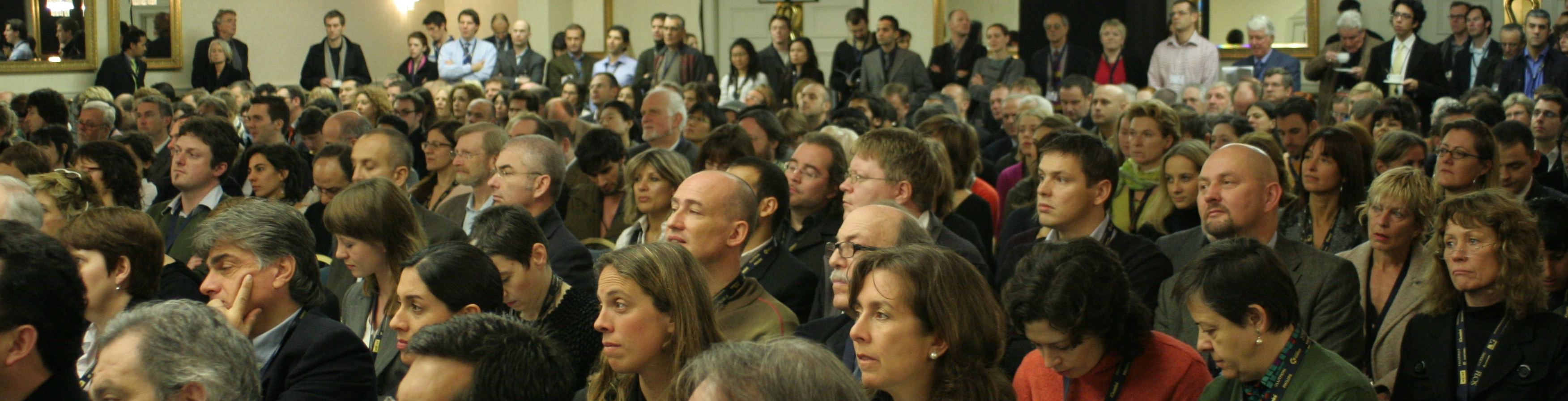
Besucher bei einer Präsentation

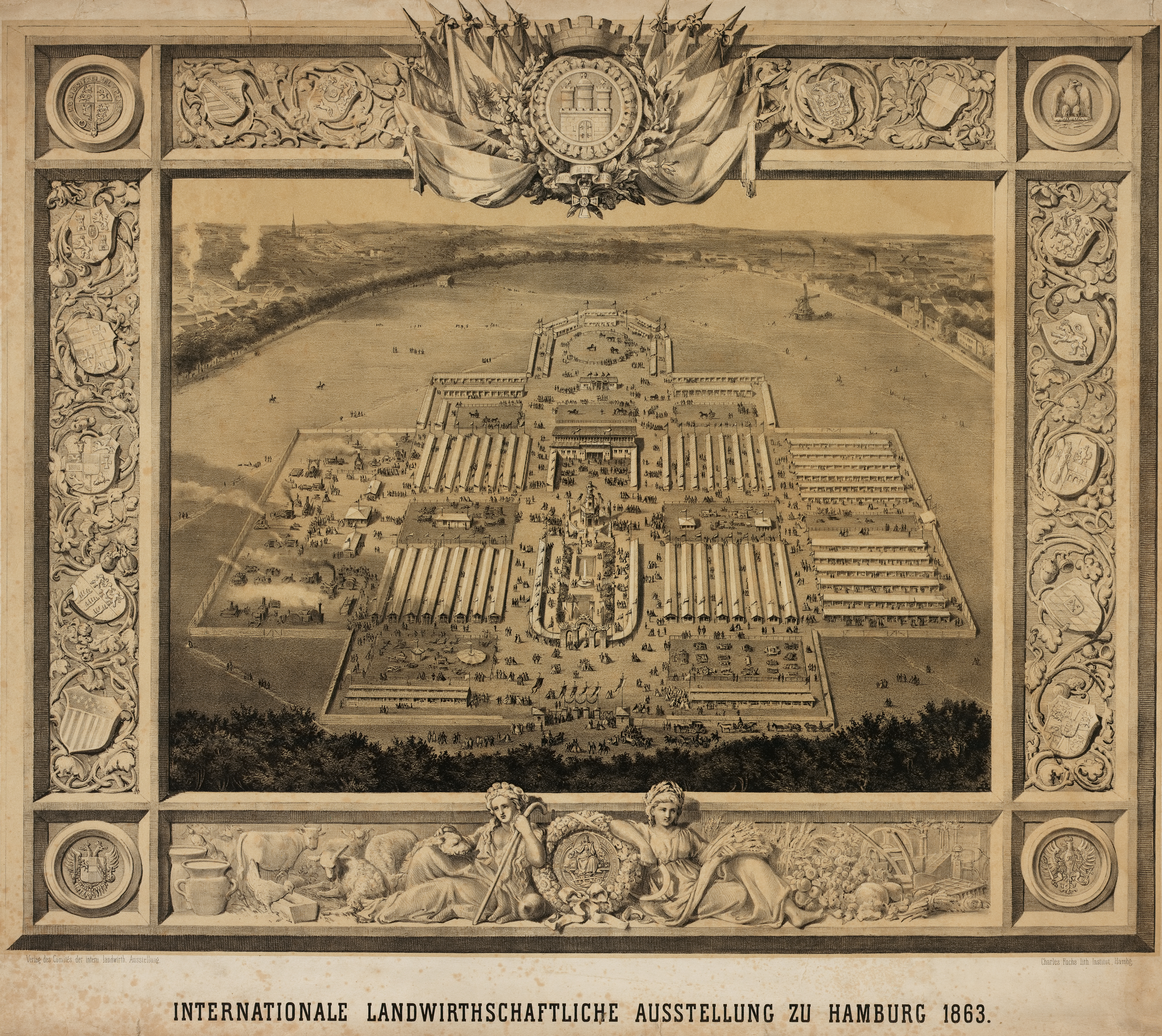
Heiligengeistfeld in Hamburg 1863: Internationale Landwirtschaftsausstellung

Eine Ausstellung (auch Exposition) ist eine dauerhafte oder temporäre öffentliche Präsentation, bei der Ausstellungsobjekte (Exponate) einem Publikum gezeigt werden. Man unterscheidet einerseits Kunstausstellungen und wissenschaftlich orientierte Ausstellungen, die mittels der Exponate Wissen vermitteln, andererseits kommerziell orientierte Ausstellungen der Wirtschaft, bei denen Produkte und Dienstleistungen vorgestellt werden, um den Handel mit diesen Angeboten anzukurbeln.

## Ausstellungen in den Bereichen Kunst und Wissenschaft

### Ausstellungsarten
Zu den dauerhaften Ausstellungen zählen ständig zur Schau gestellte Sammlungen, beispielsweise aus dem Fundus von Museen. Eine thematisch und zeitlich begrenzte Ausstellung wird als Sonderausstellung bezeichnet; wird diese nach dem Abbau an einem anderen Ort neu aufgebaut, so wird sie Wanderausstellung genannt. Stellt ein Künstler eigene Gemälde in einer kommerziell ausgerichteten Galerie aus, wird die Ausstellung auch als Accrochage (frz. für „Aufhängung“) bezeichnet. Als Kabinettausstellung wird eine kleine, thematisch eng begrenzte Schau bezeichnet, die häufig nur kurz gezeigt wird,  die aber auch besonders wertvolle oder ausgefallene Exponate beinhalten kann.

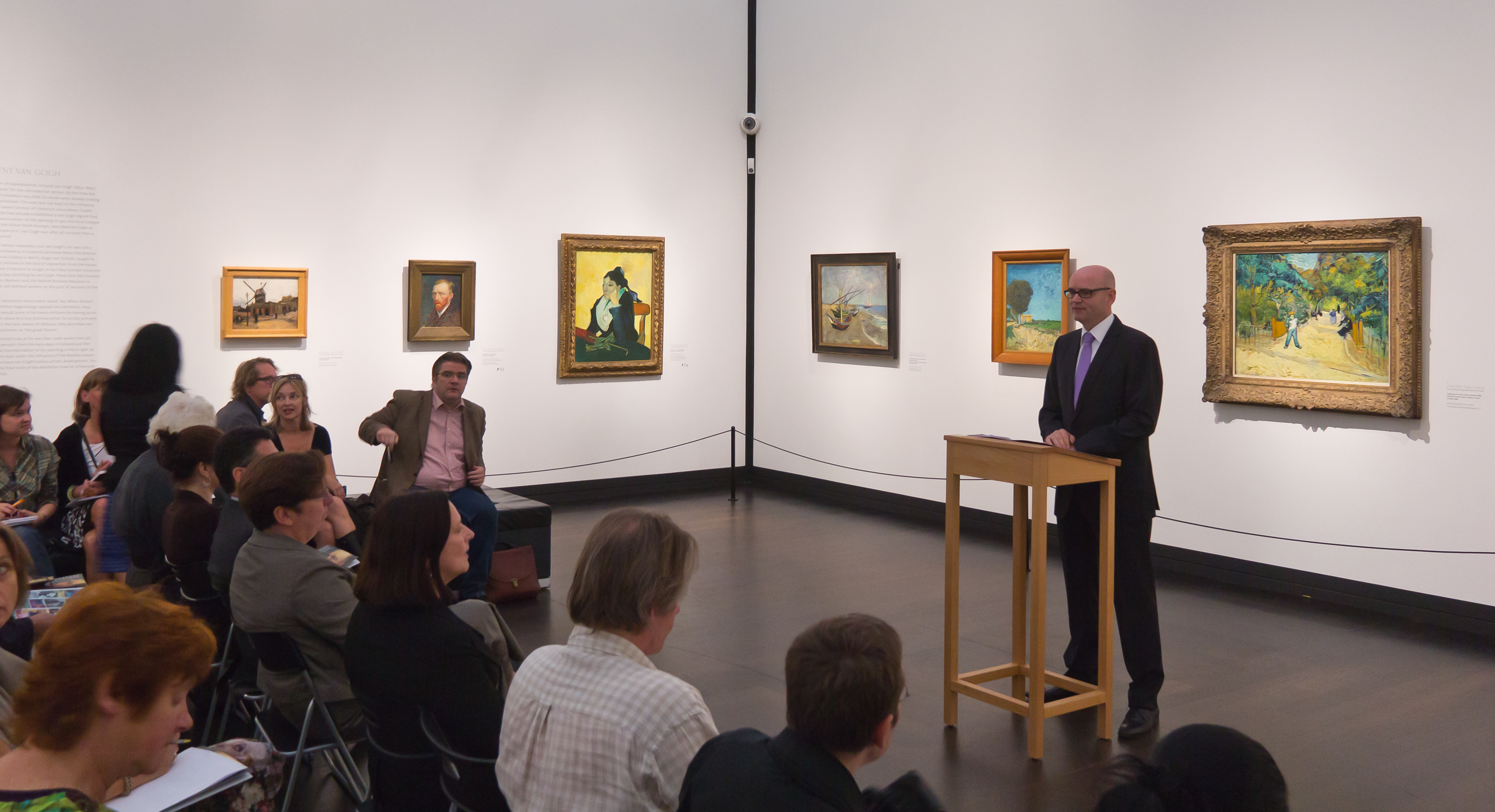
Pressekonferenz zu einer Kunstausstellungseröffnung

Der Vielfalt der Exponate sind keine Grenzen gesetzt. Unterschieden werden kann beispielsweise nach Themen:
- Kulturell ausgerichtete Ausstellungen, zum Beispiel Kunstausstellungen, Präsentation von Produkten des Kunsthandwerks und der Volkskunst
- Wissenschaftlich ausgerichtete Ausstellungen, zum Beispiel Ausstellungen zu bestimmten Aspekten der Geschichte, Präsentation von archäologischen Funden oder technisch ausgerichtete Ausstellungen

Als Veranstaltungsort kann je nach Art der Ausstellung jede geeignete private oder öffentliche Räumlichkeit dienen. Typische Ausstellungsorte sind unter anderem Museen, Kunsthallen, Galerien, Ausstellungshallen und Ausstellungspaläste, Bibliotheken, Rathäuser und Kirchen.

### Ausstellungsgestaltung
Die Gestaltungsarbeit unterteilt sich zum einen in das einheitliche Layouten (siehe Corporate Design) der Druckmedien für die Öffentlichkeitsarbeit (Katalog, Plakat, Folder, Einladungskarte usw.) und zum anderen in die Szenographie. Wichtige Elemente der Ausstellungsgestaltung sind die Räumlichkeiten selbst, die Objekt- und Abteilungsbeschilderung, die Stell- und Trennwände, die Beleuchtung und die Vitrinen.
Als Hilfsmittel der Gestaltung dienen häufig Miniaturmodelle der Ausstellungsräume, an denen sich die Positionierung der maßstabsgerecht verkleinerten Ausstellungsstücke visuell verifizieren lässt. Auch eine Visualisierung durch das Rendern von Ausstellungsansichten ist inzwischen nicht unüblich.
Neue Wege ging das Max-Ernst-Museum in Brühl bei der Gestaltung der Ausstellung THE WORLD OF TIM BURTON (2015), welche sie in Zusammenarbeit mit der Kuratorin Jenny He und Tim Burton Productions organisierte. Die Kontinente übergreifende Gestaltungsarbeit erfolgte mittels eines virtuellen Ausstellungsplaners. In einem 3D-Echtzeit-Modell des Museumsbaus konnten gleichzeitig per Internetverbindung die Ausstellungsstücke positioniert und die Gestaltung sinnlich überprüft werden. Darüber hinaus ermöglicht die Software den Export von Listen mit den Positionen der Exponate, für eine erleichterte Hängung im realen Museum.

### Interaktive Ausstellungen

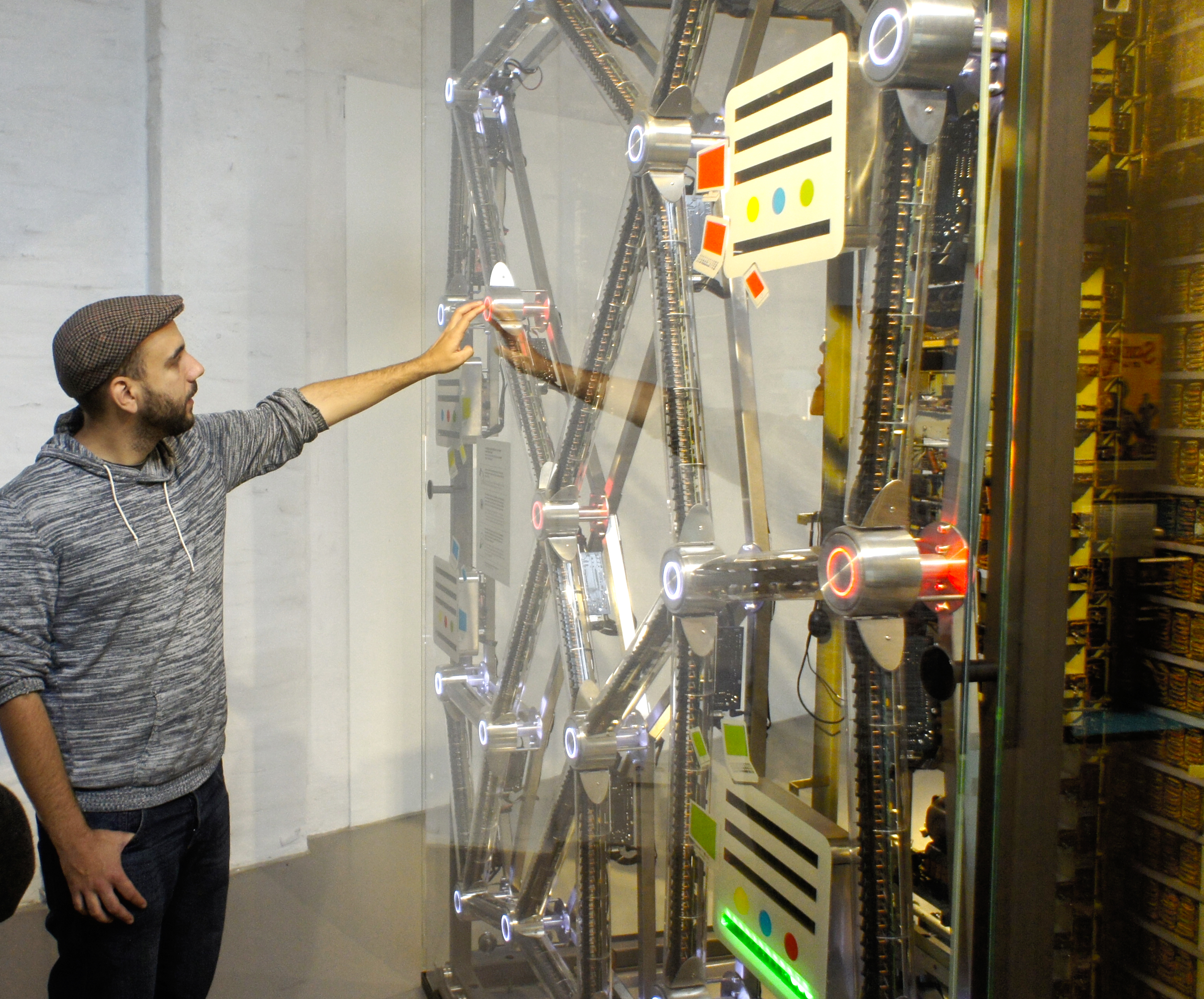
Ein interaktives Exponat zur Veranschaulichung des Internets

Zum Ende des 20. Jahrhunderts entwickelte sich das Format der interaktiven Ausstellung (auch: Hands-on-Ausstellung oder Erlebnisausstellung). Dieser Ausstellungstyp ist zum Beispiel in Kindermuseen, Erfahrungsfeldern und Science Centern vorzufinden und will Besucher anregen, mit den Exponaten und untereinander zu interagieren. Auf diese Art können komplexe Themen anschaulich und unterhaltsam vermittelt werden.
Während in klassischen Ausstellungen gesammelte Objekte, zum Beispiel aus den Bereichen Kunst und Wissenschaft, ausgestellt werden, setzen sich interaktive Ausstellungen aus Exponaten zusammen, die speziell für den Zweck der erlebnisorientierten Vermittlung entwickelt und angefertigt werden.

### Virtuelle Ausstellungen
Im Zeitalter moderner Online-Medien etablieren sich zunehmend auch sogenannte virtuelle Ausstellungen, bei denen die Exponate in digitaler Form für eine Betrachtung am Bildschirm aufbereitet werden. Der Besuch eines fixen Ortes ist somit nicht mehr nötig; stattdessen können die Ausstellungsgegenstände zeit- und ortsunabhängig betrachtet werden. Redaktionelle Texte und vielfältige Multimedia-Angebote (Bildergalerien, Video- und Audioclips, Blätterkataloge etc.) treten an die Stelle der klassischen Information durch Schautafeln und Vitrinen. Oft sind darüber hinaus interaktive Angebote wie bilinguale Versionen, barrierefreie Zusatzdaten, Zoomfunktionalität oder ein virtuelles Gästebuch etc. verfügbar.
Prototypisch hat die Deutsche Nationalbibliothek (DNB) ab 2013 mehrere virtuelle Ausstellungen zu unterschiedlichen Aspekten ihres Sammlungsbestandes initiiert:
- Künste im Exil,[7] veröffentlicht am 18. September 2013, ist ein Internet-Portal über Künstler, die aus politischen Gründen ins Exil flüchteten. Die Ausstellung, die vom Deutschen Exilarchiv 1933–1945 der DNB betreut wird, soll weltweit archivierte Dokumente über Emigration und Exil zusammenführen und so den Interessenten zur Verfügung stellen. Der Schwerpunkt soll zunächst auf der Zeit von 1933 bis 1945 liegen und später auch die Emigration aus der DDR und dem kommunistischen Osteuropa einbeziehen.
- Die zweite virtuelle Ausstellung Zeichen – Bücher – Netze: Von der Keilschrift zum Binärcode,[8] veröffentlicht am 18. Mai 2014, ist ein mediengeschichtliches Angebot des Deutschen Buch- und Schriftmuseums der DNB. Sie erzählt in verschiedenen Themenmodulen Kulturgeschichte aus dem Blickwinkel von Schrift und Buch bis zur digitalen Netzwelt und spannt dabei einen zeitlichen Bogen von der Frühgeschichte bis heute.
- Im Juni 2014 ging unter dem Titel 100 Jahre Erster Weltkrieg[9] zudem eine virtuelle Ausstellung auf der Basis der hauseigenen Weltkriegssammlung der DNB online. Sie soll Mediengeschichte in Verbindung mit dem Krieg erfahrbar machen. Dabei wird stark Bezug auf die Deutsche Bücherei, ihre Sammel- und Ausstellungsaktivitäten sowie einzelne Mediengattungen und Medienwerke genommen.

## Ausstellungen der Wirtschaft

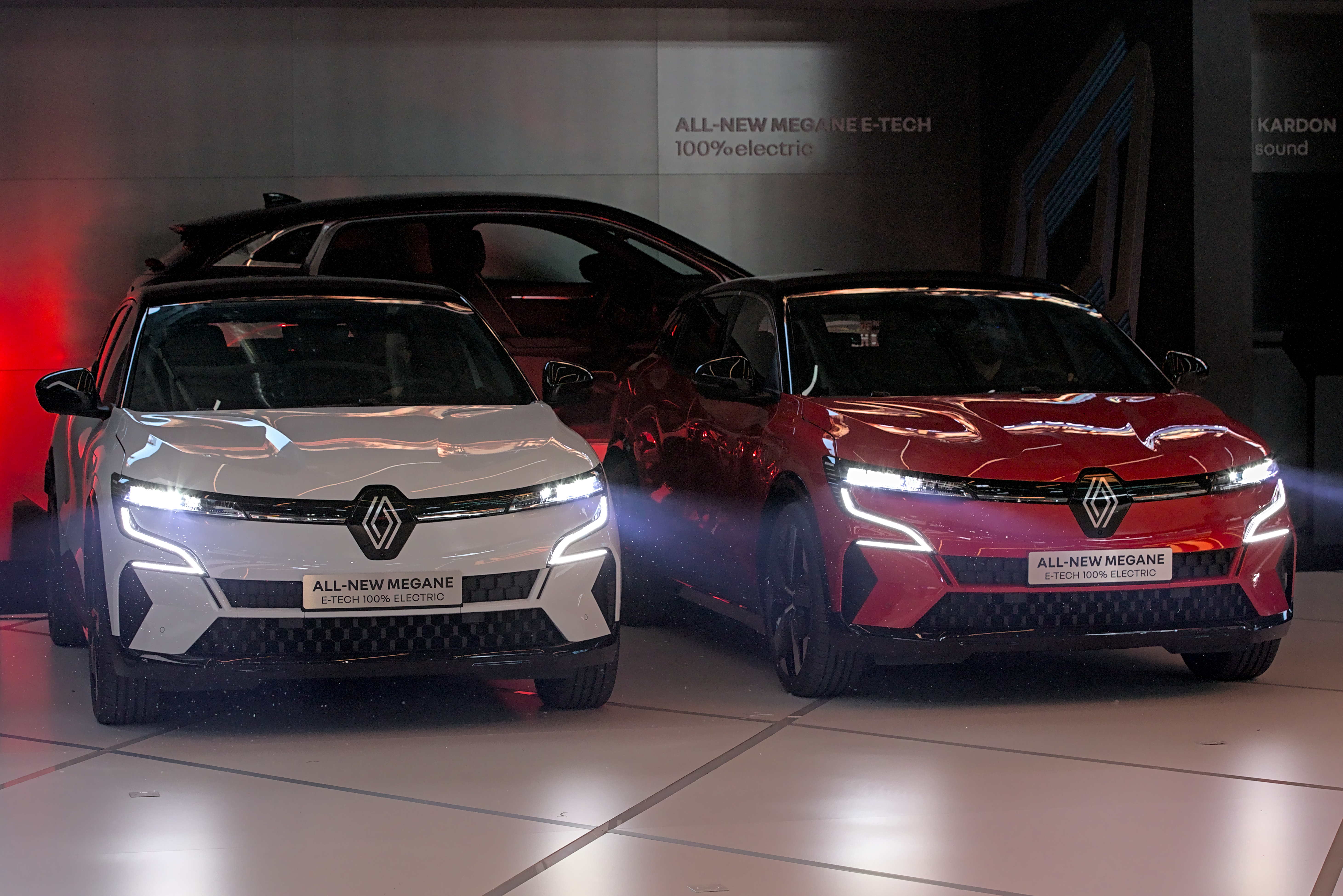
Präsentation des Renault Megane E-Tech auf der IAA 2021

Eine Ausstellung in diesem Sinne ist laut der deutschen Gewerbeordnung „eine zeitlich begrenzte Veranstaltung, auf der eine Vielzahl von Ausstellern ein repräsentatives Angebot eines oder mehrerer Wirtschaftszweige oder Wirtschaftsgebiete ausstellt und vertreibt oder über dieses Angebot zum Zweck der Absatzförderung informiert“. Bei solchen Ausstellungen werden käufliche Produkte und Dienstleistungen der Industrie oder bestimmter Gewerbe vorgestellt. Wenn die Veranstaltung in regelmäßigen Abständen stattfindet, wird sie als Messe bezeichnet.
Gewerbeordnung
Nach der Legaldefinition des § 65 GewO ist eine Ausstellung als Unterart des Marktgewerbes eine zeitlich begrenzte Veranstaltung, auf der eine Vielzahl von Ausstellern ein repräsentatives Angebot eines oder mehrerer Wirtschaftszweige oder Wirtschaftsgebiete ausstellt und vertreibt oder über dieses Angebot zum Zweck der Absatzförderung informiert. Auf Antrag des Veranstalters kann eine Ausstellung nach § 65 GewO in Verbindung mit § 69 GewO festgesetzt werden. Dies muss beim örtlichen Ordnungs- oder Gewerbeamt beantragt werden. Als Unterlagen sind ein Antrag, Informationen zur Ausstellung, ein Lageplan, ein vorläufiges Ausstellerverzeichnis sowie ein Auszug aus dem Gewerbezentralregister und ein Führungszeugnis zur Vorlage bei einer Behörde einzureichen. Die Festsetzung ist gebührenpflichtig. Auf der Grundlage eines Bescheids genießt der Anbieter Marktfreiheiten.

## Ausstellung zu Ausstellungen
- Gewalt ausstellen. Erste Ausstellungen zur NS-Besatzung in Europa 1945-1948, Deutsches Historisches Museum Berlin, 24.05.2025 – 23.11.2025